# Simonne Calary de Lamazière
Pour les articles homonymes, voir Calary de Lamazière.
Simonne Calary de Lamazière, née le 7 novembre 1906 à Paris où elle est morte le 3 juin 2003,, est la fille de Raoul Calary de Lamazière (ancien député de Paris) et la femme du maréchal Jean de Lattre de Tassigny.

## Biographie
Elle épouse Jean de Lattre de Tassigny le 22 mars 1927 à l'église Saint-Pierre-de-Chaillot,.
Avec Bernard, son fils, elle a un rôle crucial pour l'évasion de Jean de la prison de Riom, le 3 septembre 1943,,, et elle l'aide ensuite à rejoindre Londres. Entre 1944-1945, Jean de Lattre de Tassigny remporte des victoires importantes à la tête de la 1re armée française.
Elle déplore successivement les décès de Bernard, son fils unique, en 1951 en Indochine, et de Jean, son mari, le 11 janvier 1952.
Maire de Mouilleron-en-Pareds (en Vendée) de 1956 à 1977, elle est l'auteure de trois ouvrages sur son mari.
Présidente d'honneur de « Rhin-et-Danube » (association des anciens combattants de la 1re armée), présidente effective de la fondation Maréchal-de-Lattre et de l'Institut vendéen Clemenceau-de Lattre, elle meurt à l'âge de 96 ans, le 3 juin 2003. De son vivant elle se préoccupa du devenir des souvenirs et des archives de Jean de Lattre de Tassigny.
Elle fit de nombreux dons et legs au musée de Mouilleron-en-Pareds et légua ses archives à l'Institut de France.
Le château des Genêts, à Villeloin-Coulangé, est la propriété de la famille Calary de Lamazière.

## Ouvrages
- Jean de Lattre, mon mari, t. I : 25 septembre 1926 – 8 mai 1945, Paris, Presses de la Cité, 1972, 507 p.
- Jean de Lattre, mon mari, t. II : 8 mai 1945 – 11 janvier 1952, Paris, Presses de la Cité, 1972, 417 p.
- Jean de Lattre, ma raison de vivre, Paris, Presses de la Cité, 1978, 416 p.